# Marcus Anderson Jr.
Marcus Aurelius Anderson Jr. (* 1989 oder 1990 in Augusta, Georgia) ist ein US-amerikanischer Schauspieler und Model.

## Leben
Anderson Jr. wurde in Augusta als Sohn von Maruquel und Marcus Anderson Sr. geboren. Er ist panamaischer Herkunft und entstammt einer Militärfamilie. Sein Vater war Major beim US-amerikanischen Militär. An der North Carolina Central University und dem Barton County Community College lernte er Schauspiel und erhielt schließlich 2012 an der University of Oklahoma seinen Bachelor of Arts in Schauspiel. Während dieser Zeit war er Sprinter an der Sportmannschaft der Universität. Mit Abschluss seines Studiums zog er nach Los Angeles, um sich ganz seiner Schauspiellaufbahn zu widmen.
2013 debütierte er als Fernsehschauspieler in einer Episode der Fernsehserie Veep – Die Vizepräsidentin. In den nächsten Jahren folgten für Anderson Jr. Besetzungen in verschiedenen Kurzfilmen. Seine erste Spielfilmrolle erhielt er 2015 in Die Nacht der Bestien. 2016 verkörperte er im Tierhorrorfilm Zoombies – Der Tag der Tiere ist da! die Rolle des Rex, Anführer des Sicherheitsteams des Zoos. Außerdem hatte er Episodenrollen in den Fernsehserien Life in Pieces, My Crazy Ex sowie Bosch inne. Seit 2020 stellt er die Rolle des Lil' Guap in der Fernsehserie Power Book II: Ghost dar.

## Filmografie (Auswahl)
- 2013: Veep – Die Vizepräsidentin (Veep, Fernsehserie, Episode 2x03)
- 2013: Dream Big (Kurzfilm)
- 2014: Effective Praise (Kurzfilm)
- 2014: Character Strengths (Kurzfilm)
- 2015: Electrogenesis (Kurzfilm)
- 2015: Die Nacht der Bestien (Night of the Wild, Fernsehfilm)
- 2015: Jane the Virgin (Fernsehserie, Episode 2x04)
- 2015: Sentience
- 2016: Life in Pieces (Fernsehserie, Episode 1x12)
- 2016: My Crazy Ex (Fernsehserie, Episode 2x03)
- 2016: Zoombies – Der Tag der Tiere ist da! (Zoombies)
- 2016: Bosch (Fernsehserie, Episode 2x07)
- 2016: Escape from the Zoombies (Computerspiel)
- 2016: On Hiatus with Monty Geer (Fernsehserie, Episode 2x04)
- 2016: Presence (Fernsehserie, Pilotfolge)
- 2018: This Close (Fernsehserie, Episode 1x05)
- 2018–2019: Lucifer (Fernsehserie, 2 Episoden, verschiedene Rollen)
- seit 2020: Power Book II: Ghost (Fernsehserie)